# 泸水 (禾水支流)
泸水，是中国长江流域的一条河流，汇入禾水，属于赣江水系。河长155千米，流域面积3381平方千米，多年平均流量93立方米每秒。自然落差535米。水能理论蕴藏量4万千瓦。
该水发源于安福县武功山，该山古称泸潇山，故而得名泸水。泸水经安福、吉安县境，在吉州区曲濑与禾水汇合，东流十余千米，在神冈山下入赣江。